# アルベルタス・ヨナイティス・マンヴィーダス
アルベルタス・ヨナイティス・マンヴィーダス（リトアニア語: Albertas Jonaitis Manvydas、1430年頃 - 1475年）は、ヨナス・マンヴィーダスの息子でリトアニア大公国の活動家である。1465年からはヴィリニュスのカステリオナスを、それと並行して1471年からはナヴァフルダクのヴァイヴァディヤをそれぞれ勤め、1475年にはリトアニアのスタリニカスとなった。
アルベルタス・ヨナイティスはマンヴィーダス家出身の統治者であり、その死後に一族の広大な領地は姉妹であるヤドヴィガ（アレクナ・スディマンタイティスと結婚）とソフィア（ミカロユス・ラドヴィライティスと結婚）との間で分割された。